# Henriëtte Bosmansprijs
De Henriette Bosmansprijs bestaat sinds 1994 en is een aanmoedigingsprijs voor nieuwe composities, vernoemd naar de Nederlandse componiste Henriëtte Bosmans. De prijs wordt uitgereikt door het Genootschap van Nederlandse Componisten (Geneco) tijdens de Nederlandse Muziekdagen. Vanaf 2003 wordt de prijs toegekend na een compositieconcours. Sinds 2009 wordt de Tera de Marez Oyens-Prijs uitgereikt door het GeNeCo uitgereikt in samenwerking met de Tera de Marez Oyens Stichting.

## Winnaars
- 1994 - Frans Mulder
- 1996 - Wolfgang Güdden
- 1998 - Robin de Raaff
- 2000 - Guy Harris
- 2002 - Reza Namavar, voor In principe wel
- 2003 - Ned McGowan, voor Tools
- 2004 - Edward Top
- 2005 - Sadik Ugras Durmus
- 2007 - Giel Vleggaar, voor Appalachia
- 2008 - Einar Torfi Einarsson, voor Nine Tensions (juryprijs) en Claudia Rumondor, voor Tenaga Dalam (publieksprijs)
- 2009 - Hilary Jeffery voor Vishnu Stokkings, publieksprijs Lucas Wiegerink voor Broken Lines
- 2011 - Nikos Ioakeim voor A road not taken